# États-Unis de Pologne

Les États-Unis de Pologne selon le concept de Paderewski.

Les États-Unis de Pologne (en polonais Stany Zjednoczone Polski) étaient un concept politique non réalisé de la Pologne renaissante, développé par Ignacy Jan Paderewski (1860-1941). Il a été présenté pour la première fois au mémorial Paderewski, remis au président américain Woodrow Wilson le 11 janvier 1917.
L'idée de Paderewski postulait la reconstruction d'un État polonais en tant que fédération, dans lequel la constitution et la loi garantiraient l'égalité des citoyens, des groupes ethniques et religieux. Le territoire engloberait la plus grande partie de l'ancienne République des Deux Nations antérieure aux différents Partages de la Pologne. Compte tenu de la population de cette époque, le pays compterait 54 millions de citoyens. À sa tête serait un président avec un titre de roi de Pologne, de Lituanie, de Polésie et de Halytch.

## Régions administratives
Les États-Unis de Pologne devaient se composer de plusieurs États autonomes :
- Royaume de Pologne
- Royaume de Lituanie
- Royaume de Polésie
- Royaume de Galice-Podolie
- Royaume de Volhynie

Plus tard, le concept de Galicie-Podolie a été supplanté par le royaume de Halytch. Dans un mémorial séparé, il y avait également le postulat d'y incorporer une Prusse orientale.

### Problème ukrainien
Le postulat de la création des royaumes de Halytch et de Polésie sur les terres habitées par un grand nombre d'Ukrainiens et de Biélorusses ne satisfaisait pas leurs intérêts pour la création d'un État indépendant. Paderewski n'a pas poursuivi l'affaire en raison du grand pourcentage de la population ukrainienne vivant dans ces régions avec une politique et une démographie différentes.